# 한국조폐공사 화폐박물관
한국조폐공사 화폐박물관(韓國造幣公社 貨幣博物館)은 대한민국의 화폐 전문 박물관이다. 한국조폐공사가 공익적 목적의 비영리 문화사업으로 운영하여 국민에게 무료로 개방하고 있으며 대전광역시 유성구 과학로 80-67(가정동)에 위치하고 있다. 2015년 9월 기준 누적 관람객이 400만을 넘어섰다.

## 설립 목적
- 대한민국 및 해외 화폐와 유가증권류를 포함한 역사적 사료를 체계적으로 정리·전시하여 국민들의 화폐에 대한 올바른 인식에 도움을 주고 화폐문화에 기여함을 목적으로 한다.

## 연혁
박물관의 연혁은 아래와 같다.
- 1988년 6월 22일 박물관 개관
- 1991년 6월 25일 사단법인 한국박물관협회 가입
- 1993년 8월 7일 ~ 11월 7일 대전 세계박람회 참가(조폐문화관)
- 1994년 12월 30일 대전엑스포 조폐문화관 전시
- 1999년 12월 28일 기획(특별)전시실 설치

## 관람 안내
- 개관 시간 : 10:00 ~ 17:00
- 휴관일 : 매주 월요일, 1월 1일, 설날 연휴, 추석 연휴, 정부지정 임시공휴일
- 관람료 : 무료

### 시설 안내
- 대지 : 13,872 m2
- 건물 : 2,326 m2 - 박물관 전시동 2,026m2, 관리동 297m2
- 구조 : 철근 콘크리트조 슬라브 지붕

#### 제1전시실(주화역사관)
인간이 자급자족하던 시대의 물품화폐부터 기원전 금속화폐인 중국의 도전, 포전, 어전, 반냥화와 현존하는 최초의 주화로 알려진 고려시대의 건원중보와 조선시대의 대표적 주화인 상평통보 및 상평통보 주조광경이 사실적으로 연출되어 있으며 국립중앙박물관 자료인 거푸집(주형), 조선시대 별전, 신안해저인양 중국전 등이 전시되어 있다.
또한, 고종때 만들어진 대한민국 최초의 귀금속화폐인 대동은전과 경성, 인천, 용산, 일본 오사카 조폐국 주화, 근대화폐 제조를 위해 독일에서 수입하여 사용한 근대 압인기가 전시되어 있다.

#### 제2전시실(지폐역사관)
1902년 발행된 일본 제일은행권부터 조선은행권, 구 한국은행권, 현재 사용하고 있는 한국은행권까지 대한민국 은행권의 변천사를 전시하고 있으며, 한국조폐공사에서 면을 원료로 자체 제조하는 은행권 용지의 제조과정, 은화(Watermark)제조원리와 은행권의 인쇄 과정이 모형과 멀티비젼으로 전시되어 있다.
또한, 북한지폐와 희귀지폐, 외국지폐의 디자인 소재별 전시로 각 나라의 문화를 비교해 볼 수 있다.

#### 제3전시실(위조방지홍보관)
일반인들에게 은행권의 위조방지요소를 보여줌으로서 위조지폐를 감식하는 기본적인 정보를 홍보하여 위조지폐유통에 대응하고자 신설된 홍보관으로서 지폐 위조란 무엇이며 현재 위조 발생 현황, 진짜 돈과 가짜 돈의 비교, 연구 분야별 위조방지기술, 세계 여러나라 지폐의 위조방지요소, 대형 10000원권 모형으로 보는 대한민국 돈의 위조방지요소 체험, 내 돈은 진짜인지 직접 확인해보는 체험기기 등이 전시되어 있다.

#### 제4전시실(특수제품관)
한국조폐공사에서 만들고 있는 우표와 크리스마스 씰, 메달 등이 외국제품과 함께 전시되고 있고, 귀금속공예품으로서 호화로움을 자랑하는 각종 훈장과 포장을 볼 수 있다.
세계의 화폐코너에는 72개국의 화폐가 대륙별로 전시되어 있어 각 국 화폐의 예술성과 문화의 특징을 비교해 볼 수 있다.

## 같이 보기
- 한국은행 화폐금융박물관